# Renealmia batangana
Renealmia batangana är en enhjärtbladig växtart som beskrevs av Karl Moritz Schumann. Renealmia batangana ingår i släktet Renealmia och familjen Zingiberaceae.
Artens utbredningsområde är Kamerun. Inga underarter finns listade i Catalogue of Life.